# 托皮利西克
48°55′33″N 24°14′5″E / 48.92583°N 24.23472°E
托皮利西克（烏克蘭語：Топільське），是烏克蘭西部的村莊，隸屬伊萬諾-弗蘭科夫斯克州的卡盧什區。該村始建於1394年，面積1.55平方公里，2001年人口527，人口密度每平方公里340人。